# Kali (Togo)
Kali est une petite ville du Togo située dans la préfecture de Bassar, dans la région de la Kara

## Géographie
Kali (Togo) est situé à environ 45 km de Kara.

## Vie économique
- Atelier ferblanterie
- Coopérative paysanne

## Lieux publics
- École primaire
- Dispensaire